# Mực xăm

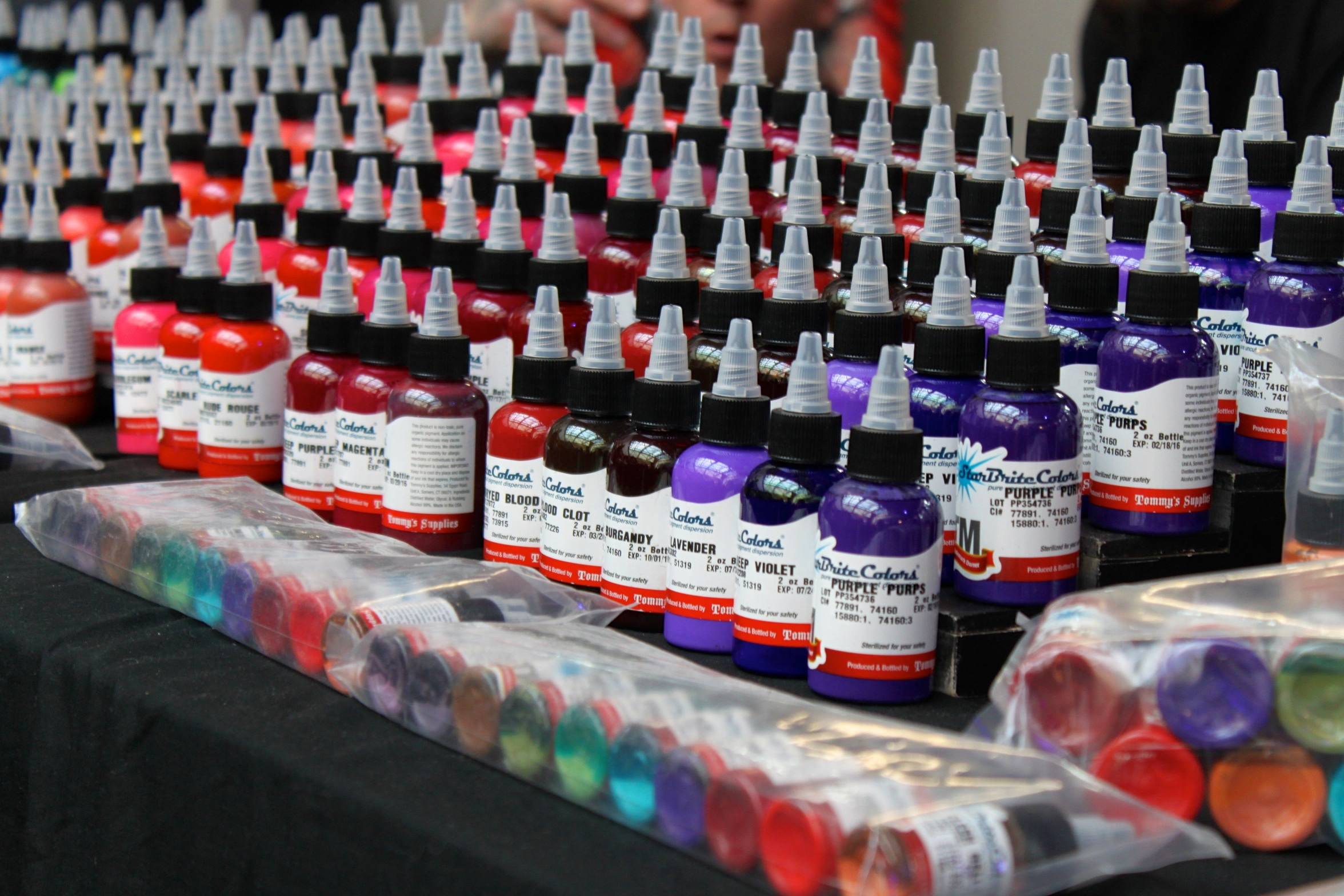
Những chai mực xăm

Mực xăm là một loại chất lỏng hoặc gel có chứa sắc tố, được đưa vào lớp hạ bì của da để tạo ra hình ảnh vĩnh viễn. Thành phần của mực xăm bao gồm sắc tố (vô cơ hoặc hữu cơ), dung dịch mang (cồn hoặc nước) và phụ gia (chất bảo quản, chất điều chỉnh độ nhớt). Mực xăm được sử dụng trong xăm nghệ thuật, trang điểm vĩnh viễn và y tế. Tuy nhiên, mực xăm có thể gây ra phản ứng dị ứng, di chuyển sắc tố và một số thành phần có thể gây ung thư. Liên minh Châu Âu đã cấm một số sắc tố, trong khi FDA Hoa Kỳ chưa có quy định cụ thể. Xăm mình là một tập tục cổ xưa và mực xăm hiện đại phát triển sau khi máy xăm điện ra đời. Có ba loại mực xăm: vĩnh viễn, bán vĩnh viễn và tạm thời.

## Thành phần của mực xăm chuyên nghiệp
Mực xăm được sản xuất với bảng màu đa dạng, có thể pha loãng hoặc kết hợp để tạo ra các màu sắc và sắc độ phong phú. Đa số nghệ sĩ xăm hình chuyên nghiệp sử dụng mực xăm được sản xuất sẵn (còn gọi là mực phân tán), trong khi một số nghệ sĩ tự pha chế mực bằng cách kết hợp bột màu khô với chất dẫn.
Tại Hoa Kỳ, các nhà sản xuất mực xăm không bắt buộc phải tiết lộ thành phần hoặc chứng minh rằng danh sách thành phần được công bố tự nguyện là chính xác. Công thức của họ có thể là độc quyền. Mực xăm từ các nhà sản xuất khác nhau rất khác nhau về công thức, chất lượng và độ an toàn.

### Sắc tố
Nhiều loại mực xăm dùng bột màu công nghiệp, loại dùng để nhuộm vải, sơn ô tô, hay in ấn. Mực xăm xịn thì chủ yếu dùng chất tạo màu hữu cơ. Người ta còn cho thêm kim loại nặng vào để điều chỉnh màu sắc. Bột màu trong mực xăm có thể là các hạt rắn nhỏ xíu hoặc các phân tử riêng lẻ, ví dụ như titan dioxit hoặc oxit sắt.
| Màu sắc    | Sắc tố |
| ---------- | --- |
| Đen        | Có thể chứa: - Carbon đen, thường là thành phần chính của mực đen - Oxide sắt, như magnetite và wustite, cùng với nickel từ tạp chất trong oxide sắt                                                                                            |
| Trắng      | Có thể chứa: - Titan dioxide - Kẽm Những sắc tố này đã thay thế cho các sắc tố độc hại hơn như bari sulfat và chì trắng. |
| Đỏ         | Có thể chứa: - Cadmium sulphide hoặc cadmium selenide - Oxide sắt hoặc ferric hydrate (đỏ đất son) - Thủy ngân sulfide, còn gọi là chu sa và đỏ vermilion (dù thành phần này đã dần bị loại bỏ khỏi việc sử dụng) - Hợp chất azo - Quinacridone |
| Cam        | Có thể được coi là một sắc thái của đỏ |
| Vàng       | Có thể chứa: - Cadmium sulphide - Hợp chất azo - Sắc tố dùng trong mực trắng để làm sáng màu vàng |
| Xanh lá    | Có thể chứa: - Cobalt hoặc oxide crom - Pthalocyanine xanh lá, còn gọi là xanh phthalo - Hỗn hợp của cobalt và chromate chì (vàng chrome) |
| Xanh dương | Có thể chứa: - Cobalt, chẳng hạn như cobalt nhôm oxide, còn gọi là xanh cobalt - Phthalocyanine đồng, còn gọi là xanh phthalo - Nickel |
| Tím        | Có thể chứa: - Cobalt - Mangan |
| Nâu        | Có thể chứa oxide sắt, chẳng hạn như đất son |

Một số nguyên tố khác được tìm thấy với hàm lượng rất nhỏ trong một số loại mực bao gồm antimon, arsenic, beryli, selen, và nhôm. Titan dioxit hơi có tính mài mòn và có thể khiến các mảnh kim loại niken và chromi bị bong ra từ kim xăm và đi vào da.
Các nhà sản xuất mực xăm thường pha trộn các sắc tố kim loại và/hoặc sử dụng các chất làm sáng màu (như chì hoặc titan) để giảm chi phí sản xuất. Mực xăm bị nhiễm các chất gây dị ứng kim loại đã được biết là gây ra các phản ứng dị ứng nghiêm trọng, đôi khi nhiều năm sau đó, khi không có sẵn mực ban đầu để kiểm tra.

#### Mực xăm phản quang
Mực dạ quang dùng trong xăm mình không tự phát sáng trong bóng tối mà chỉ phản ứng với tia UV, tạo hiệu ứng phát sáng dưới ánh đèn blacklight. Thành phần chính của loại mực này là các hạt nhựa siêu nhỏ chứa chất nhuộm dạ quang. Mực dạ quang có thể gây kích ứng da và hiện vẫn còn nhiều tranh cãi về độ an toàn của nó trong giới xăm hình.

#### Mực phát sáng trong bóng tối
Mực xăm phát sáng trong bóng tối hấp thụ và giữ lại ánh sáng, sau đó phát sáng trong điều kiện tối thông qua quá trình lân quang. Chất photpho trong loại mực này có thể gây phát ban da và có thể gây ung thư, và nhiều nghệ sĩ xăm hình cho rằng loại mực này không an toàn để sử dụng.

## Mực xăm truyền thống
Hình xăm cổ nhất trên thế giới được tìm thấy trên người băng Ötzi, có niên đại tận 5300 năm. Ngày xưa, người ta dùng bồ hóng hoặc than củi nghiền nhỏ để làm mực xăm.  Hình xăm truyền thống của người Ainu sử dụng bồ hóng làm chất màu, thể hiện những tín ngưỡng quan trọng liên quan đến bếp lửa trong gia đình.
Xăm hình batok là kiểu xăm truyền thống của người Philippines. Ngày xưa, người ta chế mực xăm từ nhiều nguyên liệu khác nhau, ví dụ như lá cây cà chua giã nát trộn với bồ hóng và nước, mật lợn với bồ hóng, hay bồ hóng lấy từ gỗ nhựa cháy. Có khi người ta còn lấy bồ hóng trộn với nước mía, ủ cho lên men một chút rồi mới dùng. Bây giờ thì đơn giản hơn, chỉ cần hòa bồ hóng với nước lã trong gáo dừa là được.
Phụ nữ Inuit có truyền thống kakiniit, hình xăm trong lịch sử được làm bằng muội đèn qulliq và mỡ hải cẩu Trong sự hồi sinh của truyền thống này vào thế kỷ 21, những người thực hành sử dụng mực xăm được sản xuất công nghiệp.
Trong nghệ thuật xăm hình horimono của Nhật Bản có kỹ thuật tebori, xăm bằng tay với mực sumi. TLoại mực này được làm từ bồ hóng của một số loại gỗ đặc biệt, kết hợp với keo động vật, và phương pháp xăm này tạo ra màu đen ánh xanh lục trên da..
Trong nghệ thuật xăm hình tā moko của người Māori, các chuyên gia đã chế tạo mực từ tro của các bộ phận cây có nhựa (như nhựa cây kauri) hoặc nấm sâu bướm, trộn với dầu thực vật.

## Tác động đến sức khỏe
Các thành phần của mực xăm có thể gây ra phản ứng dị ứng trên da, bao gồm các sắc tố màu đỏ, xanh lá cây, vàng và xanh lam. Mực màu, chẳng hạn như màu đỏ, dường như gây ra phản ứng dị ứng thường xuyên hơn mực đen, có thể là do một lượng nhỏ thủy ngân sunfua trong một số sắc tố màu đỏ. Một số sắc tố màu vàng có chứa cadmium sulfide, một hợp chất nhạy sáng, và khi tiếp xúc với ánh nắng mặt trời, điều này có thể gây viêm da do ánh sáng, mặc dù hiếm gặp.
Mực xăm có thể bị nhiễm vi khuẩn, chẳng hạn như Mycobacterium chelonae, có thể gây nhiễm trùng da.
Một số thành phần thường được sử dụng trong mực xăm có khả năng gây ung thư, ví dụ như muội than trong mực đen có thể chứa hydrocarbon thơm đa vòng. Nhiều hạt trong mực xăm siêu nhỏ, dễ dàng chui vào tế bào và có thể gây ung thư. Tia UV có thể khiến các sắc tố azo phân hủy thành amin thơm bậc một, cũng có thể gây ung thư. Tuy nhiên, một nghiên cứu năm 2012 cho rằng số ca ung thư da do xăm hình rất ít, có thể chỉ là trùng hợp ngẫu nhiên.
Sau khi xăm, một phần mực sẽ theo mạch máu và hệ bạch huyết đi khắp cơ thể, một số có thể được bài tiết hoặc lưu trữ ở nơi khác. Các sắc tố mực xăm có thể di chuyển vào các hạch bạch huyết, bao gồm cả các nguyên tố độc hại trong mực như crom. Cần có các nghiên cứu dài hạn để xác định xem các sắc tố trong hạch bạch huyết ở người có gây hại hay không.